# 손오공 (드라마)
《손오공》은 1985년 1월 20일에 MBC TV에서 방영되었던 베스트셀러극장이다.

## 줄거리
빡빡한 스케줄 속에서 살아오던 삼양실업 손오억 전무(한인수)는 어느 날 갑자기 나타난 자신과 꼭 닮은 남자에게 자신의 지위와 가정 모두를 빼앗기고 거리로 내몰리게 된다. 절치부심하던 그는 자신의 지위를 가로챈 남자의 뒤를 밟으면서 그 동안의 자신의 행적을 되돌아보게 되는데...

## 출연
- 한인수
- 김청
- 지윤성
- 박상조
- 전운
- 문회원
- 국정환
- 허기호
- 신충식
- 홍순창
- 김명희
- 차윤회
- 김순경
- 정은숙
- 이정미
- 최영수
- 최재호
- 노정아